# Heinrich Keiling

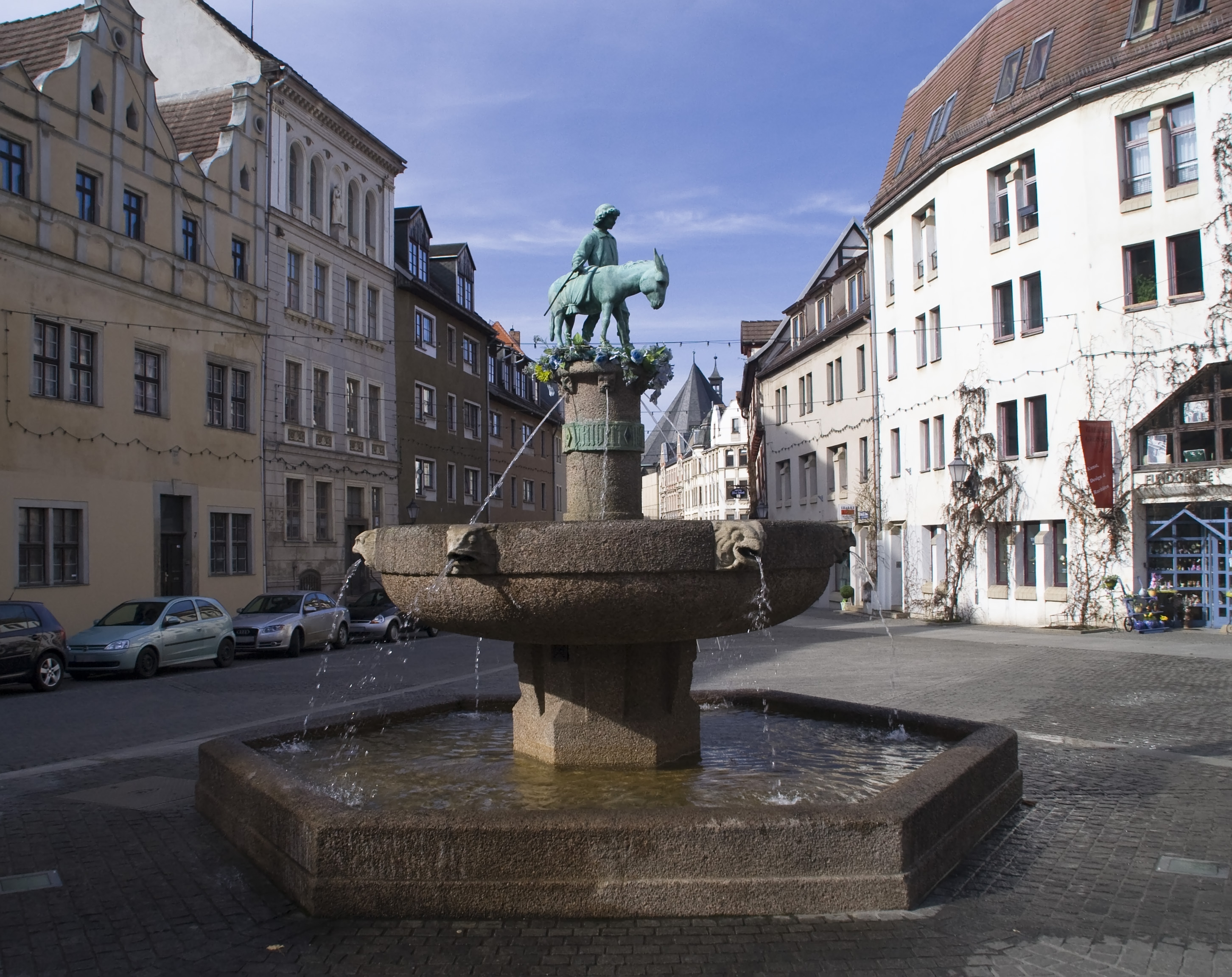
Eselsbrunnen auf dem Alten Markt in Halle

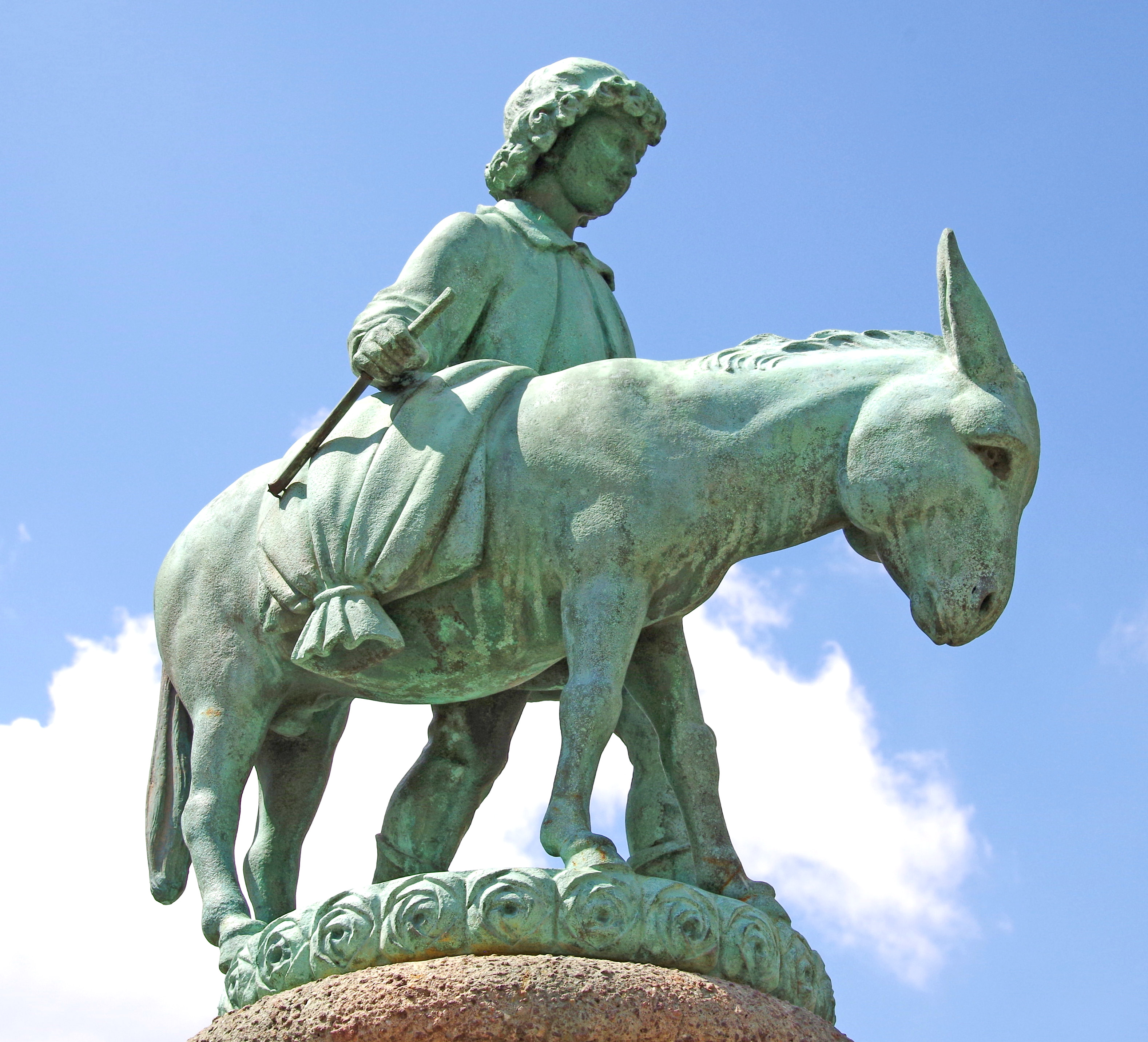
Eselsbrunnen (Detail): „Esel, der auf Rosen geht“

Heinrich Keiling (* 1856; † 1940) war ein deutscher Bildhauer. Er hat u. a. den 1913 aufgestellten  Eselsbrunnen auf dem Alten Markt der Großstadt Halle in Sachsen-Anhalt geschaffen.